# 쿠바의 총리

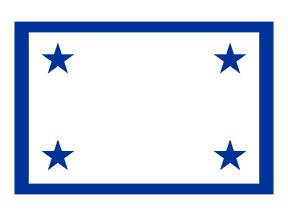
총리의 국기

쿠바의 총리(Primer Ministro de Cuba)는 쿠바의 각료를 구성하는 지위다. 총리직은 1940년에 쿠바 헌법의 규정에 따라 처음 제정되었다. 쿠바의 초대 수상은 알프레도 자야스 전 대통령의 조카인 카를로스 살라드리가스 자야스(1900~1957)였다. 수상은 "프리미어"라고도 불렸다. 1940년과 1959년 사이에 쿠바는 15번의 총리 교체를 보았고, 펠릭스 란키스 산체스는 두 번(1944년~1945년, 1950년~1951년)을 맡았고, 풀헨시오 바티스타는 군사 쿠데타 이후 한 달 동안 쿠바 대통령과 겸임했다. 당시 피델 카스트로가 1959년, 호세 미로 카르도나(José Miró Cardona)를 대신하여 총리로 업무를 시행한적이 있었다. 1976년 12월 2일, 새로운 국가 헌법인 정부를 재구성하는 헌법이 발효되었다.  당시에는 대통령과 비슷한 체계가 있었으며, 대통령이 총리까지 겸임하기도 하였다. 1976년 헌법은 부분적으로 소비에트 연방의 헌법을 모방하는 정부 구조를 만들었다. 그러나, 최고 소비에트 연방의 프레시디엄과 각료회의가 구별되는 직책이었던 소련과는 달리, 쿠바의 국무회의와 각료회의는 같은 사람이 의장을 맡았다. 게다가, 영어와 러시아어와는 달리, 스페인어는 "회장/메라리체트"와 "대통령/메라리체트"를 구별하지 않으며, 두 용어를 모두 "대통령"으로 번역한다. 2019년 2월 24일, 쿠바의 현행 헌법이 국민투표에서 채택되었다. 그 아래 정부는 다시 재조직되었고, 국가주석과 총리의 별개의 직책이 복원되었다. 마누엘 마레로 크루스는 2019년 12월 21일 미겔 디아스카넬 국가주석에 의해 5년 임기의 총리로 임명되었으며, 국회에서 만장일치로 같은 날 재임할 수 있도록 승인되었다.

## 같이 보기
- 쿠바의 국가원수